# Transmissió de bicicleta
Una transmissió de bicicleta és un sistema per transmetre l'energia del o els ciclistes per a impulsar la bicicleta.
Pot incloure un sistema per disposar de diferents relacions de marxes. Per exemple, per pujar una costa i a més poder planejar amb una bona efectivitat.
El sistema més habitual transmet el moviment de les cames sobre uns pedals a un plat i aquest impulsa, mitjançant una cadena de transmissió, un sistema de pinyó lliure i aquest al seu torn a la roda del darrere.
Hi ha variacions:
- Bicicletes que s'impulsen amb els braços. Útils per a persones sense mobilitat a les cames o simplement per exercir la part superior.
- No és estrany veure bicicletes reclinades amb tracció davantera per ser més simple.
- Són molt rares les bicicletes amb tracció 2X2, anàloga al 4X4 dels cotxes.
- Hi ha altres mitjans per transmetre l'energia dels pedals a la roda com el cardan, hidràulics o per corretja.
- Hi ha pedalers que eviten el punt mort del pedal com el rotor o altres sistemes que els mitiguen com els plats ovalats o els pedals basculants.
- Els canvis interns poden substituir els externs.

## Mecanismes de transmissió i engranatges

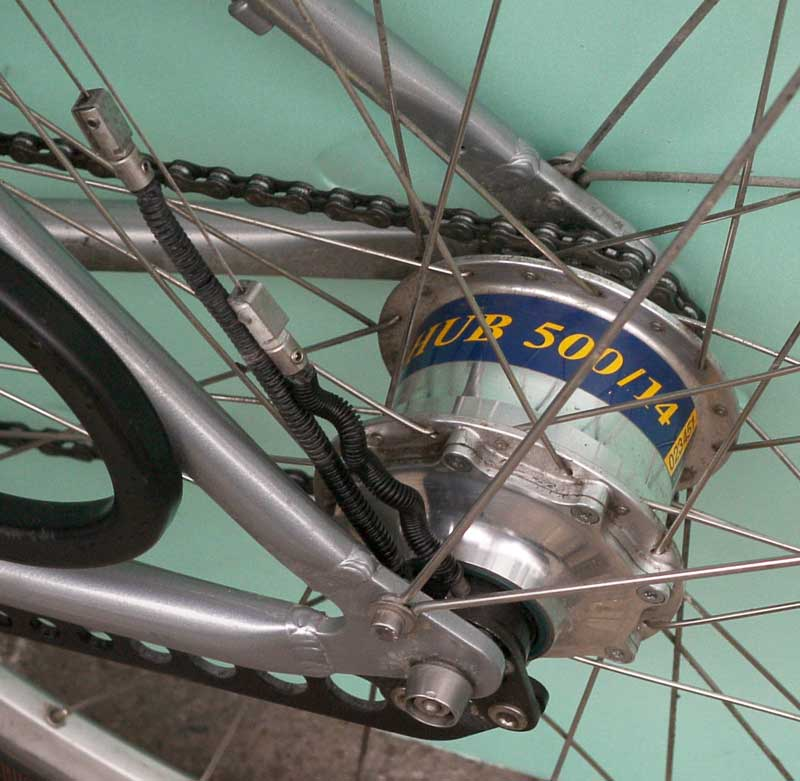
Canvi intern de 14 marxes
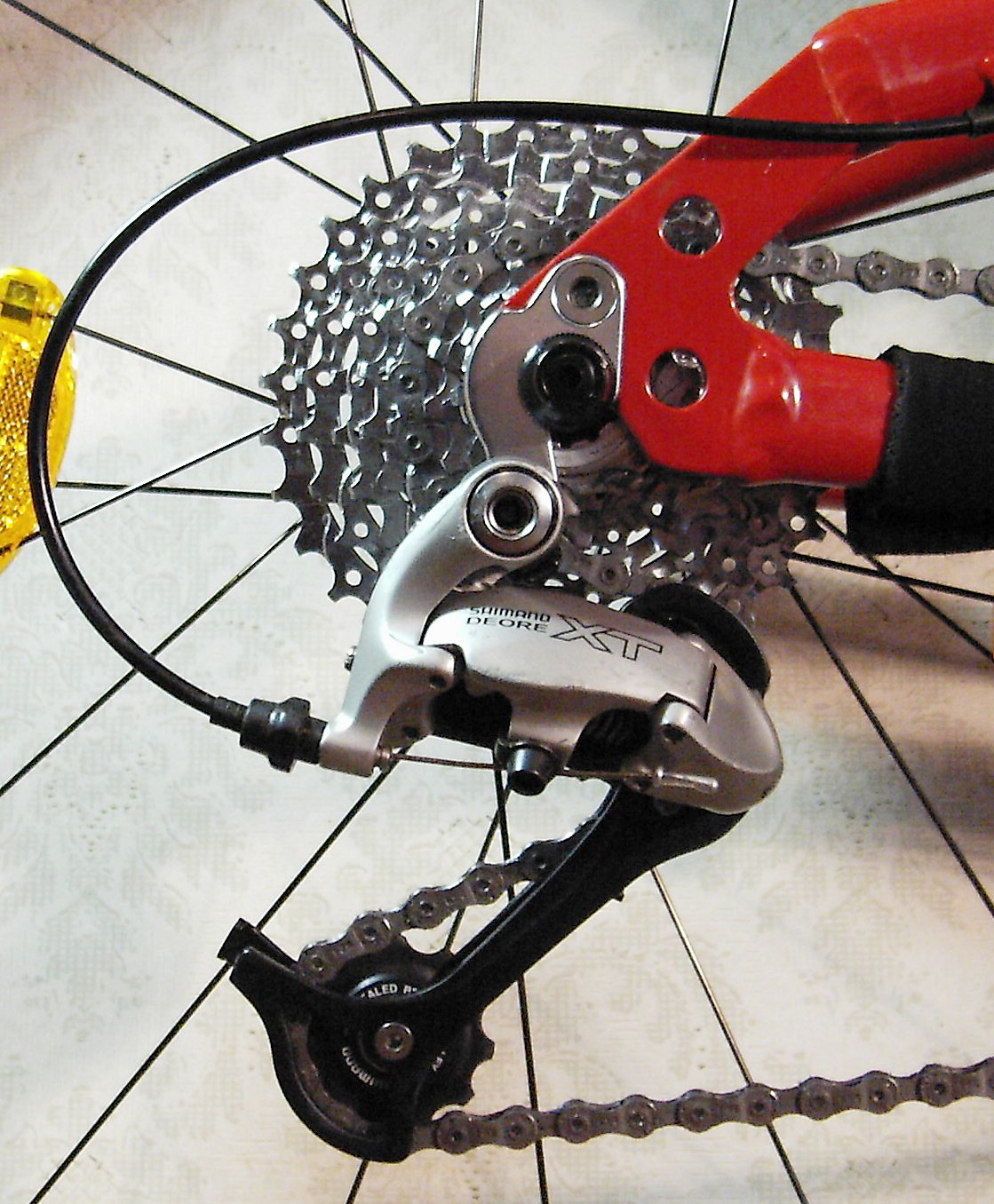
Canvi extern de marxes tipus desviador

## Canvis i relacions de canvi
Un canvi, com una palanca, és un mitjà per variar el ritme al qual es realitza el treball. A aquest ritme de variació se l'anomena «velocitat de canvi». En una bicicleta, aquesta ve determinada per les mides relatives dels plats i les corones. Amb un plat de 52 dents (D), una volta completa de bieles farà girar quatre vegades una roda amb una corona de 13 dents (D), (la raó és de 4:1), mentre que un plat de 28 D farà girar una vegada una roda amb una corona de 28 D (la raó des d'1:1). Una combinació de 52/13 D és gran i proporciona velocitat, mentre que una combinació de 28/28 D és baixa i proporciona força per pujar sobre, encara que sigui lentament.